# Los Originales
Los Originales es un programa de radio colombiano que se emite desde el 31 de agosto de 2009 17:00 a 20:00 horas, inicialmente en las estaciones de la emisora La X (en Bogotá, Cali y Medellín) hasta el 31 de diciembre de 2012, para luego trasladarse a la La FM  desde el 4 de febrero de 2013 en sus 3 frecuencias, tras un mes de receso de actividades reemplazando al programa Buscando la Noche de Yamid Amat Serna, se emitió hasta el 31 de julio de 2025. Desde el 1 de agosto de 2025, se traslada a la emisora hermana La FM Plus por los 93.9 en Bogotá, 96.9 en Medellín y 98.0 en Cali.

## Integrantes
Dirigido y presentado por Jaime Sánchez Cristo, junto con los demás presentadores que lo integran como son: Nicolás Samper, Emilio Sanchez, Karl Troller, Orlando Rivera y Daniela Pinto.
En el personal, también se integraron Mónica Fonseca (2011-2012),  María José Martínez (mayo-diciembre de 2012), Laura Hoyos (septiembre de 2009 - marzo de 2014, 2018-), María Clara Torres (2009-2015), Claudia Bahamón (2010-2011 y 2013-2015), Olga Viviana Guerrero (2009-2010), Laura Acuña (2014-2017), Eva Rey (2016-2017, 2019), Alejandra Rivolta (2018-2019), Mónica Martínez (2022-23), Maria Juliana Correa (2020-2023) y Michelle Arévalo (2023-2025).

## Secciones y Jingles

### Actuales
- La Isla De La Fantasía
- Personas Ganadoras
- La Guillotina
- La Cuchilla de Emilio
- En Tecnicolor
- El Mundo al Instante
- Aperitivos Originales
- La Correccional
- La Correccional Express
- La Supercorreccional
- Animalandia
- Los Originalitos
- Los De Arriba y Los De Abajo
- El Consultorio Del Doc
- A Veces Llegan Cartas
- Amigos muy Amigos
- Viaje A Las Estrellas
- El Arepazo
- El Paparazzi Criollo
- El Infierno
- El Día En Que Ya Pasó y La Noche Que Llega (proveniente de la frase al finalizar el espacio televisivo del Minuto de Dios)
- Yo, Augusto Nicolás (parodiando al programa de televisión de Yo, José Gabriel)
- Culturas Milenarias

### Anteriores
- Debut y Despedida
- Los Antivalores
- El Payolazo
- La Reclin-o-matic
- El Vampiro
- Crónica Roja
- La Cuchilla De Emilio
- El Parcial De Laura
- ¡Jódete!
- El Vagamundo
- El Carbonero
- Solo De Boca
- Laaaaaarrrrrgooooo
- Ratatouille
- El Gran Maestro y su Pequeño Saltamontes
- Wall-E
- Nombres originales
- La Crónica Roja
- El Ladrillazo
- Las Reinas de Colombia